# Arroyo Yuquerí Chico
El arroyo Yuquerí Chico es un pequeño curso de agua de la cuenca hidrográfica del río Uruguay, ubicado en el departamento Concordia, provincia de Entre Ríos. Su nombre, que proviene del idioma guaraní, refiere a una planta del género de las mimosas, cuyo fruto es similar a la zarzamora.
Se dirige con rumbo sureste hasta desaguar en el río Uruguay al sur de la ciudad de Concordia un poco más al sur que el arroyo Yuquerí Grande. En parte de su recorrido sirve de límite entre los ejidos de los municipios de Concordia y Estancia Grande. Lo atraviesa la Ruta Nacional 14.
El arroyo Yuquerí Chico nace en el punto de coordenadas 31°23′28″S 58°23′32″O / -31.39111, -58.39222 a una altitud de 50 m s. n. m. en la confluencia de dos arroyos que bajan desde la cuchilla Grande. Su principal afluente es el arroyo Grande (de 12,53 km de curso). Recibe los aportes de otros 7 arroyos de entre 3 y 9 km de longitud. Luego de recorrer 39,79 km desagua en el río Uruguay a 31°27′10″S 58°04′59″O / -31.45278, -58.08306. Considerando los afluentes que le dan origen la longitud total del arroyo es de 45,99 km.